# Kaye Hall
Kaye Hall Greff (* 15. Mai 1951) ist eine ehemalige US-amerikanische Schwimmerin.
Sie schwamm als erste Frau im Dezember 1967 die 100 m Rücken unter einer Minute. Bei den Olympischen Spielen 1968 in Mexiko-Stadt wurde sie Olympiasiegerin über 100 m Rücken und mit der 4 × 100-m-Lagenstaffel. Über 200 m Rücken gewann sie außerdem die Bronzemedaille. Im Jahr 1970 beendete sie ihre Laufbahn als Schwimmerin und konzentrierte sich auf ihr Studium. Später wurde sie Lehrerin. Im Jahr 1979 wurde sie in die Ruhmeshalle des internationalen Schwimmsports aufgenommen.